# Lucky (pjesma Britney Spears)
"Lucky" je pjesma američke pjevačice Britney Spears. Objavljena je 14. kolovoza 2000. drugi singl za njen album Oops!... I Did It Again. Pjesmu su napisali Max Martin, Rami Yacoub, Alexander Kronlud a producenti su Max Martin, Rami Yacoub. 

## Videospot
Videospot za pjesmu "Lucky" snimljen je pod redateljskom palicom Davea Meyersa u Hollywoodu. Spot se snimao 12. i 13. lipnja. Video pokazuje život jedne hollywoodske zvijezde koju glumi sama Spears.

## Uspjeh na top listama
Iako pjesma nije bila uspješna kao najavni singl "Oops!... I Did It Again" uspjela se plasirati na top liste. Pjesma nije objavljena kao CD singl u SAD-u ali se pomoću radijskog emitiranja plasirala na 23. mjestu ljestvice Billboard Hot 100. Pjesma je bila veliki hit u Europi plasirala se na broju jedan u Njemačkoj, Austriji, Švicarskoj i Švedskoj. U Ujedinjenom Kraljevstvu pjesma se plasirala na 5. mjestu i dobila srebrnu certifikaciju. U Australiji i Novom Zelandu je dospjela u najboljih 5 dobivši pritom platinastu certifikaciju. U Kanadi se pjesma plasirala samo na 50. mjestu.

## Popis pjesama
| Australski CD 1 singl 1. "Lucky" - 3:24 2. "Heart" - 3:00 3. "Lucky" [Jack D. Elliot Radio Mix] - 3:26 4. "Oops!... I Did It Again" [Jack D. Elliot Club Mix] - 6:24 Australski CD 2 singl 1. "Lucky" - 3:24 2. "Oops!... I Did It Again" [Rodney Jerkins Remix] - 3:07 3. "Oops!... I Did It Again" [Ospina's Crossover Mix] - 3:15 4. "Lucky" [Jason Nevins Mixshow Edit] - 5:51 5. "Lucky" [Jason Riprock And Alex G Radio Edit] - 3:58 6. "Lucky" (Video) Britanski CD singl 1. "Lucky" - 3:24 2. "Heart" - 3:00 3. "Lucky" [Jack D. Elliot Radio Mix] - 3:26 Britanska kaseta 1. "Lucky" - 3:24 2. "Heart" - 3:00 3. "Oops!... I Did It Again" [Jack D. Elliot Club Mix] - 6:24 | Europski CD singl 1. "Lucky" - 3:24 2. "Heart" - 3:00 3. "Lucky" [Jason Nevins Radio Remix] - 3:34 Američki promotivni CD 1. "Lucky" - 3:24 2. "Lucky" [Instrumental] - 3:24 3. "Lucky" [Call-Out Research Hook] - 0:11 Američki promotivni vinilni singl - A strana: 1. "Lucky" [Jack D. Elliot Club Mix] - 6:42 2. "Lucky" - 3:24 3. "Lucky" [Jack D. Elliot Radio Mix] - 3:26 - B strana: 1. "Lucky" [Riprock 'N' Alex G Extended Club Mix] - 7:16 2. "Lucky" [Jason Nevins Mixshow Edit] - 5:51 The Singles Collection singl 1. "Lucky" - 3:24 2. "Heart" - 3:00 |

## Top liste
| Top liste (2000.)               | Najviša pozicija |
| ------------------------------- | ---------------- |
| Australija                      | 3                |
| Austrija                        | 1                |
| Belgija (Flandrija)             | 9                |
| Belgija (Valonija)              | 10               |
| Europa                          | 1                |
| Finska                          | 15               |
| Francuska                       | 16               |
| Irska                           | 2                |
| Italija                         | 8                |
| Kanada                          | 50               |
| Nizozemska                      | 4                |
| Novi Zeland                     | 4                |
| Norveška                        | 5                |
| Njemačka                        | 1                |
| SAD Billboard Hot 100           | 23               |
| SAD Billboard Top 40 Mainstream | 9                |
| Španjolska                      | 5                |
| Švedska                         | 1                |
| Švicarska                       | 1                |
| Ujedinjeno Kraljevstvo          | 5                |

| Top liste (2000.) | Pozicija |
| ----------------- | -------- |
| Australia         | 29       |
| Austrija          | 9        |
| Francuska         | 100      |
| Novi Zeland       | 35       |
| Njemačka          | 10       |
| Švedska           | 8        |
| Švicarska         | 25       |

| Država                 | Certifikacija | Prodaja |
| ---------------------- | ------------- | ------- |
| Australija             | platinasta    | 70.000  |
| Austrija               | zlatna        | 20.000  |
| Njemačka               | zlatna        | 250.000 |
| Novi Zeland            | platinasta    | 15.000  |
| Švedska                | platinasta    | 30.000  |
| Ujedinjeno Kraljevstvo | srebrna       | 225.000 |

## Povijest objavljivanja
| Država                 | Datum              | Format   |
| ---------------------- | ------------------ | -------- |
| Njemačka               | 8. kolovoza 2000.  | CD singl |
| Ujedinjeno Kraljevstvo | 14. kolovoza 2000. | CD singl |
| SAD                    | 15. kolovoza 2000. | airplay  |